# Rhyssemus mayeti
Rhyssemus mayeti är en skalbaggsart som beskrevs av Clouet 1901. Rhyssemus mayeti ingår i släktet Rhyssemus och familjen Aphodiidae. Inga underarter finns listade i Catalogue of Life.